# Loricata
Loricata es un grupo de reptiles que incluye a los crocodilianos y a sus ancestros. Fue nombrado por el naturalista alemán Blasius Merrem en su obra de 1820 Versuch eines Systems der Amphibien. Merrem consideró ques este era uno de los tres grupos de "Pholidota" (reptiles), siendo los otros dos Testudinata (tortugas) y Squamata (lagartos y serpientes). Loricata fue un nombre inicial para el orden que incluye a los crocodílidos, aligatores y gaviales, aunque este grupo es ahora conocido como Crocodylia.
El nombre Loricata fue redefinido al dársele una definición filogenética en 2011. En su estudio de la filogenia de los arcosaurios primitivos, el paleontólogo Sterling J. Nesbitt lo definió como el clado más inclusivo que contiene a Crocodylus niloticus (el cocodrilo del Nilo), pero no a los extintos Poposaurus gracilis, Ornithosuchus longidens o Aetosaurus ferox. Nesbitt consideró que las siguientes características eran sinapomorfias (rasgos distintivos) de Loricata:
- Cuatro dientes en el premaxilar de la mandíbula superior.
- Un borde en el hueso escamoso en la parte posterior del cráneo.
- Una proyección en el escamoso que toca la fenestra infratemporal.
- Una órbita ocular alta y estrecha.
- Un borde posicionado a medio camino a lo largo de la longitud de la fíbula para la sujeción del músculo iliofibularis.
- Una articulación entre el cuarto tarso y la parte inferior del calcáneo en el tobillo.
- Una proyección en la base del quinto metatarsiano del pie que se separa del extremo del hueso por un espacio cóncavo.

El análisis filogenético de Nesbitt sitúa a Crocodylomorpha y a varios rauisuquios dentro de Loricata. Se encontró que Rauisuchidae es el taxón hermano de Crocodylomorpha, mientras que los prestosúquidos formarían una serie de loricados más basales. Loricata es el taxón hermano de Poposauroidea, un grupo de rauisuquios del Triásico. A continuación un cladograma de Loricata según Nesbitt (2011):
|  | Fasolasuchus†                                                     |
|  |                                                                   |
|  | \| \| Rauisuchidae† \| \| \| \| \| \| Crocodylomorpha \| \| \| \| |
|  |                                                                   |
|  | Rauisuchidae†                                                     |
|  |                                                                   |
|  | Crocodylomorpha                                                   |
|  |                                                                   |

|  | Rauisuchidae†   |
|  |                 |
|  | Crocodylomorpha |
|  |                 |

|  | Fasolasuchus†                                                     |
|  |                                                                   |
|  | \| \| Rauisuchidae† \| \| \| \| \| \| Crocodylomorpha \| \| \| \| |
|  |                                                                   |
|  | Rauisuchidae†                                                     |
|  |                                                                   |
|  | Crocodylomorpha                                                   |
|  |                                                                   |

|  | Rauisuchidae†   |
|  |                 |
|  | Crocodylomorpha |
|  |                 |

|  | Fasolasuchus†                                                     |
|  |                                                                   |
|  | \| \| Rauisuchidae† \| \| \| \| \| \| Crocodylomorpha \| \| \| \| |
|  |                                                                   |
|  | Rauisuchidae†                                                     |
|  |                                                                   |
|  | Crocodylomorpha                                                   |
|  |                                                                   |

|  | Rauisuchidae†   |
|  |                 |
|  | Crocodylomorpha |
|  |                 |

|  | Fasolasuchus†                                                     |
|  |                                                                   |
|  | \| \| Rauisuchidae† \| \| \| \| \| \| Crocodylomorpha \| \| \| \| |
|  |                                                                   |
|  | Rauisuchidae†                                                     |
|  |                                                                   |
|  | Crocodylomorpha                                                   |
|  |                                                                   |

|  | Rauisuchidae†   |
|  |                 |
|  | Crocodylomorpha |
|  |                 |

|  | Fasolasuchus†                                                     |
|  |                                                                   |
|  | \| \| Rauisuchidae† \| \| \| \| \| \| Crocodylomorpha \| \| \| \| |
|  |                                                                   |
|  | Rauisuchidae†                                                     |
|  |                                                                   |
|  | Crocodylomorpha                                                   |
|  |                                                                   |

|  | Rauisuchidae†   |
|  |                 |
|  | Crocodylomorpha |
|  |                 |

|  | Fasolasuchus†                                                     |
|  |                                                                   |
|  | \| \| Rauisuchidae† \| \| \| \| \| \| Crocodylomorpha \| \| \| \| |
|  |                                                                   |
|  | Rauisuchidae†                                                     |
|  |                                                                   |
|  | Crocodylomorpha                                                   |
|  |                                                                   |

|  | Rauisuchidae†   |
|  |                 |
|  | Crocodylomorpha |
|  |                 |

|  | Fasolasuchus†                                                     |
|  |                                                                   |
|  | \| \| Rauisuchidae† \| \| \| \| \| \| Crocodylomorpha \| \| \| \| |
|  |                                                                   |
|  | Rauisuchidae†                                                     |
|  |                                                                   |
|  | Crocodylomorpha                                                   |
|  |                                                                   |

|  | Rauisuchidae†   |
|  |                 |
|  | Crocodylomorpha |
|  |                 |

|  | Fasolasuchus†                                                     |
|  |                                                                   |
|  | \| \| Rauisuchidae† \| \| \| \| \| \| Crocodylomorpha \| \| \| \| |
|  |                                                                   |
|  | Rauisuchidae†                                                     |
|  |                                                                   |
|  | Crocodylomorpha                                                   |
|  |                                                                   |

|  | Rauisuchidae†   |
|  |                 |
|  | Crocodylomorpha |
|  |                 |

|  | Fasolasuchus†                                                     |
|  |                                                                   |
|  | \| \| Rauisuchidae† \| \| \| \| \| \| Crocodylomorpha \| \| \| \| |
|  |                                                                   |
|  | Rauisuchidae†                                                     |
|  |                                                                   |
|  | Crocodylomorpha                                                   |
|  |                                                                   |

|  | Rauisuchidae†   |
|  |                 |
|  | Crocodylomorpha |
|  |                 |

|  | Fasolasuchus†                                                     |
|  |                                                                   |
|  | \| \| Rauisuchidae† \| \| \| \| \| \| Crocodylomorpha \| \| \| \| |
|  |                                                                   |
|  | Rauisuchidae†                                                     |
|  |                                                                   |
|  | Crocodylomorpha                                                   |
|  |                                                                   |

|  | Rauisuchidae†   |
|  |                 |
|  | Crocodylomorpha |
|  |                 |

|  | Fasolasuchus†                                                     |
|  |                                                                   |
|  | \| \| Rauisuchidae† \| \| \| \| \| \| Crocodylomorpha \| \| \| \| |
|  |                                                                   |
|  | Rauisuchidae†                                                     |
|  |                                                                   |
|  | Crocodylomorpha                                                   |
|  |                                                                   |

|  | Rauisuchidae†   |
|  |                 |
|  | Crocodylomorpha |
|  |                 |

|  | Fasolasuchus†                                                     |
|  |                                                                   |
|  | \| \| Rauisuchidae† \| \| \| \| \| \| Crocodylomorpha \| \| \| \| |
|  |                                                                   |
|  | Rauisuchidae†                                                     |
|  |                                                                   |
|  | Crocodylomorpha                                                   |
|  |                                                                   |

|  | Rauisuchidae†   |
|  |                 |
|  | Crocodylomorpha |
|  |                 |

|  | Fasolasuchus†                                                     |
|  |                                                                   |
|  | \| \| Rauisuchidae† \| \| \| \| \| \| Crocodylomorpha \| \| \| \| |
|  |                                                                   |
|  | Rauisuchidae†                                                     |
|  |                                                                   |
|  | Crocodylomorpha                                                   |
|  |                                                                   |

|  | Rauisuchidae†   |
|  |                 |
|  | Crocodylomorpha |
|  |                 |

|  | Fasolasuchus†                                                     |
|  |                                                                   |
|  | \| \| Rauisuchidae† \| \| \| \| \| \| Crocodylomorpha \| \| \| \| |
|  |                                                                   |
|  | Rauisuchidae†                                                     |
|  |                                                                   |
|  | Crocodylomorpha                                                   |
|  |                                                                   |

|  | Rauisuchidae†   |
|  |                 |
|  | Crocodylomorpha |
|  |                 |

|  | Fasolasuchus†                                                     |
|  |                                                                   |
|  | \| \| Rauisuchidae† \| \| \| \| \| \| Crocodylomorpha \| \| \| \| |
|  |                                                                   |
|  | Rauisuchidae†                                                     |
|  |                                                                   |
|  | Crocodylomorpha                                                   |
|  |                                                                   |

|  | Rauisuchidae†   |
|  |                 |
|  | Crocodylomorpha |
|  |                 |

|  | Fasolasuchus†                                                     |
|  |                                                                   |
|  | \| \| Rauisuchidae† \| \| \| \| \| \| Crocodylomorpha \| \| \| \| |
|  |                                                                   |
|  | Rauisuchidae†                                                     |
|  |                                                                   |
|  | Crocodylomorpha                                                   |
|  |                                                                   |

|  | Rauisuchidae†   |
|  |                 |
|  | Crocodylomorpha |
|  |                 |

França, Langer y Ferigolo (2011) encontraron que cuando añadían al análisis ya mencionado de Nesbitt a Decuriasuchus, este aparecía como el loricado más basal. Esta adición también influenciaba la posición filogenética de Ticinosuchus; En el análisis original de Nesbitt este aparecía por fuera de Loricata, pero la inclusión de Decuriasuchus hacía que Ticinosuchus apareciera como un miembro primitivo de Loricata.
Los poposauroides han sido considerados frecuentemente como los parientes más cercanos de los crocodilomorfos, por encima de los rauisúquidos y los prestosúquidos. El clado Paracrocodylomorpha incluye a los poposauroideos y crocodilomorfos, excluyendo usualmente a estas dos familias. Al usarse Paracrocodylomorpha, los rauisúquidos y prestosúquidos son situados como crurotarsos basales. Un clado denominado Paracrocodyliformes fue denominado en 2007 en el cual los rauisúquidos y prestosúquidos estaban más emparentados de cerca con Crocodylomorpha, y los poposauroideos eran el grupo más basal. Esta definición es similar a Loricata.